# برندان اشبی
برندان اشبی (انگلیسی: Brendan Ashby؛ زادهٔ ۳۰ ژوئن ۱۹۸۰) شناگردان مرد اهل زیمبابوه است.